# 20991 Янколлар
20991 Янколлар (20991 Jánkollár) — астероїд головного поясу, відкритий Міланом Анталом рано вранці  28 листопада 1984 року під час його перебування в угорській обсерваторії Піскештете.
Тіссеранів параметр щодо Юпітера — 3,231.
Названо на честь Яна Коллара (1793—1852), словацького політика, поета, етнографа, філософа і лютеранського священика.

### Історія
На момент відкриття астероїд був розташований в східній частині сузір'я Оріона, поблизу кордону сузір'їв Близнюків та Козерога, приблизно в 2,9° на південний схід від зірки , мав видиму фотографічну яскравість +18,8 mag і був 48-им астероїдом, відкритим в другій половині листопада 1984 року. Також спостерігався в цій обсерваторії (ймовірно, М. Анталом) ще 3 ночі, і було виміряно загалом 11 позицій, які пізніше були надіслані до MPC. Востаннє планету спостерігали вранці 4 грудня 1984 року.